# はたけんじ
はた けんじ（1948年2月21日 - ）は、東京都出身のものまねタレント。漫才協会会員。

## 来歴
江戸川区出身。1967年、20歳の時にフジテレビの「しろうと芸能大賞」で優勝したのをきっかけに、1968年から太田プロダクションに所属して芸能界入り。当初はバーブ佐竹や菅原洋一の歌謡ショーの前座や司会を担当していたが、1973年、三波春夫のものまね「三波春夫でございます。お客様は神様です」でブレイクし、当時の流行語にもなった。以降は佐々木つとむ、堺すすむらとともに「モノマネご三家」と呼ばれ、1978年にピンクレディーの演歌カバー曲『演歌ペッパー警部』（エルボンレコード）をリリース。1979年、日本放送演芸大賞部門賞を受賞、1980年には片岡鶴太郎、川口ひろし、北口光彦らと「ものまねヨイショ軍団」を結成、テイチクより『がんばれ ライパチくん』をリリース。ものまね芸人としてのステージやテレビ番組の他、ライオンズクラブやロータリークラブで話し方講座の講演もしている。

## 主なものまねレパートリー
- 三波春夫 「三波春夫でございます。お客様は神様です」
  - はたけんじの代表作。ある日楽屋で立川談志から「三波さんがショーで言ってウケてるらしい」と聞いて舞台で演じたところ、獅子てんや・瀬戸わんやから「右や左のお客さんのところに歩いて行って言えば」とアドバイスを受けて完成した[3]。
- 北島三郎
- 五木ひろし
- 石原裕次郎
- 森進一
- 前川清
- 尾崎紀世彦
- 加藤茶
- 田村正和
- 田中邦衛
- 田中角栄
- 大平正芳

他

## ディスコグラフィ
- 『あなたあっての私です』（フィリップス・レコード、作詞：千田是也、作曲：彩木雅夫、編曲：馬場良、1975年）
  - B面『男の嘘』（作詞：千田是也、作曲：チャーリー石黒、編曲：馬場良）

- 『花のキャバレー・スター編』（ミノルフォンレコード、1977年）
  - B面『浅草物語』

- 『演歌ペッパー警部』（エルボンレコード、編曲：竹村次郎、1978年）※元ネタはピンクレディーのペッパー警部。
  - B面『カラオケ』

- 『演歌SOS』（エルボンレコード、編曲：竹村次郎、1978年）※元ネタはピンクレディーのS・O・S。
  - B面『カラオケ』

- 『がんばれ ライパチくん』（テイチク、歌：はたけんじ、片岡鶴太郎、川口ひろし、北口光彦、1980年）※「ものまねヨイショ軍団」名義、ウグイス嬢の声は秋ひとみ。
  - B面『凸凹ブルース』※かまやつヒロシの同名曲のカバー。